# ランシング首都圏国際空港
ランシング首都圏国際空港（英: Lansing Capital Region International Airport）は、ミシガン州ランシング中心部の5km北西に位置している。ミシガン州の州都であるランシング首都圏の主力空港である。ただし、旅客数は州内最大の空港であるデトロイト空港の約1%である。

## 施設
空港の敷地面積は874haである。旅客ターミナルは1959年築だが過去に数回改修されている。ターミナルの3階に空港事務所、4階に航空管制室が入居している。

## 就航路線
| 航空会社                   | 就航地                       |
| -------------------------- | ---------------------------- |
| アメリカン・イーグル       | ワシントン、シカゴ（オヘア） |
| デルタ・コネクション       | デトロイト                   |
| ユナイテッド・エクスプレス | シカゴ（オヘア）             |